# Славейково (Варненская область)
Славейково (болг. Славейково) — село в Болгарии. Находится в Варненской области, входит в общину Провадия. Население составляет 431 человек.

## Политическая ситуация
В местном кметстве Славейково, в состав которого входит Славейково, должность кмета (старосты) исполняет Мухамедин  Мухидин Суфиян (Движение за права и свободы (ДПС)) по результатам выборов правления кметства.
Кмет (мэр) общины Провадия — Георги Стоянов Янев (ДНГ) по результатам выборов в правление общины.